# Ілфорд
Ілфорд (англ. Ilford) — приміський район Лондона, адміністративний центр округу Редбридж, розташований за 9 милях на північний схід від Чарінг-Кросс і грає ключову роль у розробленому в 2004 році плані розвитку Великого Лондона (див. план Лондона).

## Історія
Ілфорд, спочатку — селище, потім невелике місто в графстві Ессекс — почав стрімко розвиватися після 1839 року, коли через нього пройшла залізниця, і вже на початку XX століття примкнув до меж Великого Лондона, частиною якого вважається з 1965 року.

## Відомі жителі і уродженці
- Кеті Кербі — англійська співачка
- Меггі Сміт (1934) — британська актриса, семиразова лауреатка премії BAFTA, дворазова лауреатка премії «Оскар», триразова лауреатка премії «Еммі»
- Шон Магуайр — британський актор і співак
- Деметріос Петрококкінос — грецький тенісист, срібний призер літніх Олімпійських ігор 1896 в Афінах